# Copa del Generalíssim de futbol 1970-71
La Copa del Generalíssim de futbol 1970-71 va ser la 67ena edició de la Copa d'Espanya.

## Primera Ronda
14 I 28 d'octubre. Exempts: Real Jaén.
| Equip 1               | Global      | Equip 2                   | Anada | Tornada |
| --------------------- | ----------- | ------------------------- | ----- | ------- |
| SD Ibiza              | 1-3         | CD Cartagena              | 1-0   | 0-3     |
| UD Español            | 1-7         | Terrassa FC               | 1-3   | 1-4     |
| AD Plus Ultra         | 2-3         | CD Orense                 | 1-1   | 1-2     |
| Mérida Industrial CF  | 3-1         | RCD Carabanchel           | 1-0   | 2-1     |
| Paiporta CF           | 0-1         | Xerez CD                  | 0-1   | 0-0     |
| Triana Balompié       | 1-3         | Tenerife Atlético Club    | 1-2   | 0-1     |
| Racing Club Portuense | 2-5         | CF Gandia                 | 2-1   | 0-4     |
| Imperial CF           | (c) 2-2     | Gimnàstic de Tarragona    | 1-0   | 1-2     |
| Atlètic Balears       | 0-1         | Reial Múrcia              | 0-0   | 0-1     |
| CD Ilicitano          | 3-3 (c)     | UD Poblense               | 3-1   | 0-2     |
| CD Mestalla           | 2-1         | Melilla CF                | 2-0   | 0-1     |
| CD Acero              | 3-5         | Sevilla Atlético          | 2-1   | 1-4     |
| CE Alcoià             | 1-4         | Recreativo de Huelva      | 1-2   | 0-2     |
| Atlético Malagueño    | 0-3         | Algemesí CF               | 0-0   | 0-3     |
| CD Valdepeñas         | 3-2         | CD Tortosa                | 2-1   | 1-1     |
| Balompédica Linense   | 1-2         | CD Badajoz                | 0-0   | 1-2     |
| AD Ceuta              | 7-5         | Llevant UE                | 5-2   | 2-3     |
| CD Lugo               | 0-3         | UD Salamanca              | 0-2   | 0-1     |
| Reial Valladolid      | 8-3         | SD Ponferradina           | 7-1   | 1-2     |
| La Bañeza FC          | 3-7         | Palencia CF               | 2-2   | 1-5     |
| SD Eibar              | 0-2         | Cultural Leonesa          | 0-0   | 0-2     |
| SD Vetusta            | 2-2 (4-5 p) | CD Mirandés               | 1-1   | 1-1     |
| CA Osasuna            | (c) 1-1     | Real Avilés               | 0-0   | 1-1     |
| CD Talavera           | 3-1         | Caudal Deportivo          | 3-0   | 0-1     |
| CD Ensidesa           | 2-3         | Real Madrid Aficionados   | 1-1   | 1-2     |
| Sestao SC             | 5-4         | CF Badalona               | 4-1   | 1-3     |
| CE Mataró             | 3-5         | SD Huesca                 | 2-1   | 1-4     |
| CD Tudelano           | 0-3         | Gimnástica de Torrelavega | 0-1   | 0-2     |
| CF Calella            | 3-1         | San Sebastián CF          | 1-0   | 2-1     |
| SDC Michelín          | 4-1         | CE Europa                 | 2-0   | 2-1     |
| Barcelona Atlètic     | 1-4         | Bilbao Atlético           | 1-4   | 0-0     |
| Real Unión            | 3-2         | CE Júpiter                | 2-0   | 1-2     |
| Girona FC             | 2-2 (4-5 p) | Barakaldo CF              | 1-1   | 1-1     |

## Segona Ronda
18 de novembre i 9 de desembre. Exempts: Reial Múrcia, SDC Michelín, UD Salamanca, CA Osasuna, Cultural Leonesa i Tenerife Atlético Club.
| Equip 1                   | Global  | Equip 2                 | Anada | Tornada |
| ------------------------- | ------- | ----------------------- | ----- | ------- |
| Barakaldo CF              | 3-0     | UD Poblense             | 2-0   | 1-0     |
| Gimnástica de Torrelavega | 3-3 (c) | Imperial CF             | 3-1   | 0-2     |
| Palencia CF               | 1-5     | Real Unión              | 1-3   | 0-2     |
| SD Huesca                 | 0-3     | Mérida Industrial CF    | 0-0   | 0-3     |
| AD Ceuta                  | 2-6     | CD Mestalla             | 2-2   | 0-4     |
| Recreativo de Huelva      | 3-4     | Terrassa FC             | 1-0   | 2-4     |
| CD Talavera               | 0-4     | Reial Valladolid        | 0-0   | 0-4     |
| CD Orense                 | 3-0     | Algemesí CF             | 2-0   | 1-0     |
| Sevilla Atlético          | 4-5     | CD Mirandés             | 3-1   | 1-4     |
| Xerez CD                  | 3-1     | Sestao SC               | 1-0   | 2-1     |
| CF Gandia                 | 3-2     | Real Madrid Aficionados | 3-0   | 0-2     |
| CF Valdepeñas             | 0-4     | CF Calella              | 0-2   | 0-2     |
| CD Cartagena              | 3-1     | CD Badajoz              | 2-0   | 1-1     |
| Bilbao Atlético           | 4-2     | Real Jaén               | 2-2   | 2-0     |

## Tercera Ronda
6 i 20 de gener.
| Equip 1             | Global  | Equip 2                | Anada | Tornada |
| ------------------- | ------- | ---------------------- | ----- | ------- |
| Reial Betis         | 3-1     | Real Unión             | 3-0   | 0-1     |
| Bilbao Atlético     | 1-3     | Club Ferrol            | 0-1   | 1-2     |
| Burgos CF           | 2-3     | Tenerife Atlético Club | 2-0   | 0-3     |
| Cadis CF            | 0-2     | CA Osasuna             | 0-1   | 0-1     |
| Calvo Sotelo CF     | 3-2     | Xerez CD               | 2-1   | 1-1     |
| CD Cartagena        | 2-2 (c) | Rayo Vallecano         | 2-1   | 0-1     |
| Córdoba CF          | 1-2     | CF Calella             | 1-0   | 0-2     |
| Deportivo La Coruña | 4-2     | UD Salamanca           | 4-0   | 0-2     |
| CF Gandia           | 0-3     | Hèrcules CF            | 0-1   | 0-2     |
| Imperial CF         | 0-2     | UP Langreo             | 0-0   | 0-2     |
| CD Logroñés         | 5-3     | CD Mirandés            | 4-2   | 1-1     |
| RCD Mallorca        | 2-1     | Reial Múrcia           | 1-1   | 1-0     |
| CD Mestalla         | 3-5     | UE Sant Andreu         | 2-1   | 1-4     |
| SDC Michelín        | 1-3     | Real Oviedo            | 1-2   | 0-1     |
| CD Colonia Moscardó | 1-2     | Cultural Leonesa       | 1-0   | 0-2     |
| CD Orense           | 2-2 (c) | Pontevedra CF          | 1-2   | 1-0     |
| Real Santander      | 0-3     | Barakaldo CF           | 0-2   | 0-1     |
| Terrassa FC         | 0-3     | CE Castelló            | 0-0   | 0-3     |
| Reial Valladolid    | 1-3     | Ontinyent CF           | 1-1   | 0-2     |
| Vila-real CF        | 5-1     | Mérida Industrial CF   | 5-0   | 0-1     |

## Quarta Ronda
3 i 24 de febrer. Exempts: Reial Betis, Club Ferrol, Tenerife Atlético Club, CA Osasuna, Deportivo La Coruña, UP Langreo, CD Logroñés, RCD Mallorca, Real Oviedo, Pontevedra CF, CE Castelló i Vila-real CF.
| Equip 1         | Global | Equip 2          | Anada | Tornada |
| --------------- | ------ | ---------------- | ----- | ------- |
| Barakaldo CF    | 4-2    | Hèrcules CF      | 4-0   | 0-2     |
| CF Calella      | 4-2    | Cultural Leonesa | 4-0   | 0-2     |
| Calvo Sotelo CF | 0-5    | UE Sant Andreu   | 0-0   | 0-5     |
| Rayo Vallecano  | 4-2    | Ontinyent CF     | 2-0   | 2-2     |

## Setzens de final
25 d'abril i 2 de maig.
| Equip 1             | Global       | Equip 2                 | Anada | Tornada |
| ------------------- | ------------ | ----------------------- | ----- | ------- |
| Barakaldo CF        | 2-5          | Reial Saragossa         | 0-2   | 2-3     |
| Real Betis Balompié | 0-0 (p. 4-1) | RCD Espanyol            | 0-0   | 0-0     |
| CE Castelló         | 0-2          | Celta de Vigo           | 0-2   | 0-0     |
| Elx CF              | 4-2          | CF Calella              | 4-1   | 0-1     |
| Club Ferrol         | 1-4          | Athletic de Bilbao      | 1-3   | 0-1     |
| Granada CF          | 3-1          | UP Langreo              | 3-1   | 0-0     |
| UD Las Palmas       | 4-0          | Tenerife Atlético Club  | 2-0   | 2-0     |
| Reial Madrid CF     | 1-1          | Deportivo de La Coruña  | 1-1   | 0-0     |
| RCD Mallorca        | 4-6          | València CF             | 1-1   | 3-5     |
| Real Oviedo         | 0-4          | Club Atlético de Madrid | 0-0   | 0-4     |
| Pontevedra CF       | 1-2          | Sevilla CF              | 0-0   | 1-2     |
| Reial Societat      | 1-0          | CA Osasuna              | 1-0   | 0-0     |
| CE Sabadell         | 1-2          | CD Logroñés             | 1-0   | 0-2     |
| UE Sant Andreu      | 3-2          | Real Gijón              | 2-1   | 1-1     |
| AD Rayo Vallecano   | 1-3          | CD Málaga               | 0-0   | 1-3     |
| Vila-real CF        | 1-2          | FC Barcelona            | 1-0   | 0-2     |

## Vuitens de final
16 i 23 de maig.
| Equip 1                | Global | Equip 2                 | Anada | Tornada |
| ---------------------- | ------ | ----------------------- | ----- | ------- |
| Athletic de Bilbao     | 1-3    | FC Barcelona            | 1-0   | 0-3     |
| Deportivo de La Coruña | 2-0    | Celta de Vigo           | 0-0   | 2-0     |
| Granada CF             | 3-4    | Sevilla CF              | 1-1   | 2-3     |
| CD Logroñés            | 1-3    | Club Atlético de Madrid | 0-2   | 1-1     |
| CD Málaga              | 3-0    | UD Las Palmas           | 2-0   | 1-0     |
| UE Sant Andreu         | 2-1    | Elx CF                  | 2-1   | 0-0     |
| València CF            | 4-0    | Real Betis Balompié     | 0-0   | 4-0     |
| Reial Saragossa        | 0-1    | Reial Societat          | 0-1   | 0-0     |

## Quarts de final
9 i 13 de juny.
| Equip 1        | Global | Equip 2                 | Anada | Tornada |
| -------------- | ------ | ----------------------- | ----- | ------- |
| FC Barcelona   | 4-0    | Deportivo de La Coruña  | 4-0   | 0-0     |
| CD Málaga      | 1-4    | València CF             | 0-1   | 1-3     |
| Reial Societat | 3-6    | Club Atlético de Madrid | 3-2   | 0-4     |
| Sevilla CF     | 2-1    | UE Sant Andreu          | 2-0   | 0-1     |

## Semifinals
20 i el 26 de juny.
| Equip 1                 | Global | Equip 2      | Anada | Tornada |
| ----------------------- | ------ | ------------ | ----- | ------- |
| Club Atlético de Madrid | 1-2    | FC Barcelona | 0-1   | 1-1     |
| València CF             | 4-0    | Sevilla CF   | 2-0   | 2-0     |

## Final
| FC Barcelona                                   | 4 - 3 | València CF                                        |
| ---------------------------------------------- | ----- | -------------------------------------------------- |
| Fusté 51' · Zabalza 71', 100' · Alfonseda 113' |       | Claramunt I 21' (pen.) · Paquito 48' · Valdez 102' |

## Campió
| Campions de la Copa d'Espanya 1971 |
| ---------------------------------- |
| Futbol Club Barcelona 17 títol     |